# Якоб, Георг
Георг Якоб (нем. Georg Jacob; 26 мая 1862, Кёнигсберг — 4 июля 1937) — немецкий востоковед, исламовед, семитолог, филолог, издатель,переводчик, педагог, профессор семитической филологии в эрлангенском университете, ректор Кильского университета (1922—1923). Основатель современной тюркологии в Германии.

## Биография
Изучал арабскую географию и в 1892 году прошёл хабилитацию в Грайфсвальдском университете. В 1896 году — адъюнкт-профессор Эрлангенского университета.
В 1911 году принял приглашение в Кильский университет, где занял кафедру востоковедения. Его предшественником был Георг Хоффманн. В 1922/1923 году — ректор Кильского университета.
Среди прочего опубликовал обширные работы по истории театра теней . Работы Г. Якоба об арабском театре игры теней, продолжил по его просьбе П. Кале. Среди его учеников был Оскар фон Нидермайер .
Г. Якоб был первым переводчиком и издателем современной турецкой литературы в немецкоязычном мире.

## Избранные труды
- «Studien in arabischen Geographen» (Б., 1891—1892);
- «Ein arabischer Berichterstatter aus dem 10 Jahrh. über deutsche Städte» (Б., 1890, 3-е изд., 1896);
- "Welche Handelsartikel bezogen die Araber des Mittelalters aus den nordisch-baltischen Ländern" (2-е изд., Б., 1891);
- «Studien in arabischen Dichtern» (ib., 1893—1895);
- «Das Leben der vorislamischen Beduinen» (ib., 1895, 2-е изд., 1897);
- «Türkische Litteratur-Geschichte in Einzeldarstellungen» (1901).